# Антін (Терлецький)
Анті́н Терле́цький (також Анто́ній, хресне ім'я Ада́м, пол. Antoni Adam Terlecki; 1624 — 28 грудня 1669, Дермань) — церковний діяч Руської унійної церкви XVII ст., василіянин, архимандрит Дерманського монастиря, з 1664 року єпископ Перемишльський. Автор катехизму та полемічних і обрядових творів, які не збереглися.

## Життєпис
Народився на Холмщині близько 1624 року в шляхетській сім'ї Олександра та Анни Терлецьких. В 1644—1653 роках навчався в Папській Грецькій Колегії св. Атанасія у Римі (прибув на студії 9 березня 1644 року, а виїхав з колегії 26 жовтня 1653 року). Під час навчання в Римі отримав священичі свячення 2 лютого 1653 року. Після повернення на Батьківщину, вступив до Василіянського Чину.
4 травня 1662 року отримав королівську номінацію на єпископа-коад'ютора Перемишльської єпархії, а після смерті Прокопа Хмельовського (22 лютого 1664 р.) перебрав керівництво єпархією, однак єпископські свячення відбулися щойно після 23 березня 1665 року. Після Хмельовського успадкував також титул Дерманського архимандрита.
Помер 28 грудня 1669 року в Дерманському монастирі.